# Îles Caïmans aux Jeux olympiques d'été de 2024
Les îles Caïmans participent aux Jeux olympiques de 2024 à Paris. Il s'agit de leur 12e participation à des Jeux olympiques d'été.
Le nageur Jordan Crooks et la skippeuse Charlotte Webster sont nommés porte-drapeaux de la délégation.

## Nombre d’athlètes qualifiés par sport
Voici la liste des qualifiés et sélectionnés caïmaniens par sport (remplaçants compris) :
| Sport      | Hommes | Femmes | Total |
| ---------- | ------ | ------ | ----- |
| Athlétisme | 1      | 0      | 1     |
| Natation   | 1      | 1      | 2     |
| Voile      | 0      | 1      | 1     |
| Total      | 2      | 2      | 4     |

## Résultats

### Athlétisme
| Athlète        | Épreuve        | Premier tour (ou tour préliminaire) | Premier tour (ou tour préliminaire) | Repêchage (ou premier tour) | Repêchage (ou premier tour) | Demi-finales | Demi-finales | Finale  | Finale  |
| Athlète        | Épreuve        | Temps                               | Rang                                | Temps                       | Rang                        | Temps        | Rang         | Temps   | Rang    |
| -------------- | -------------- | ----------------------------------- | ----------------------------------- | --------------------------- | --------------------------- | ------------ | ------------ | ------- | ------- |
| Davonte Howell | 100 m masculin | 10 s 31                             | 1er                                 | 10 s 24                     | 6e                          | Éliminé      | Éliminé      | Éliminé | Éliminé |

### Natation
| Athlètes            | Épreuve                   | Séries  | Séries | Demi-finales | Demi-finales | Finale   | Finale   |
| Athlètes            | Épreuve                   | Temps   | Rang   | Temps        | Rang         | Temps    | Rang     |
| ------------------- | ------------------------- | ------- | ------ | ------------ | ------------ | -------- | -------- |
| Jordan Crooks       | 50 m nage libre masculin  | 21 s 51 | 2e     | 21 s 54      | 4e           | 21 s 64  | 8e       |
| Jordan Crooks       | 100 m nage libre masculin | 48 s 01 | 5e     | 48 s 10      | 13e          | Éliminé  | Éliminé  |
| Jillian Crooks (en) | 100 m nage libre féminin  | 56 s 15 | 23e    | Éliminée     | Éliminée     | Éliminée | Éliminée |

### Voile
Nota : le résultat barré est le plus mauvais de l’athlète concerné. Il n’est pas pris en compte dans le total.
| Athlète           | Compétition  | Régates | Régates | Régates | Régates | Régates | Régates | Régates | Régates | Régates | Régates | Total net | Classement |
| Athlète           | Compétition  | 1       | 2       | 3       | 4       | 5       | 6       | 7       | 8       | 9       | CM      | Total net | Classement |
| ----------------- | ------------ | ------- | ------- | ------- | ------- | ------- | ------- | ------- | ------- | ------- | ------- | --------- | ---------- |
| Charlotte Webster | Laser Radial | 41      | 40      | 39      | 41      | 36      | 40      | 32      | 43      | 37      | Él.     | 306       | 41e        |